# Lavochkin La-160
Lavochkin La-160, còn gọi là Strelka(Mũi tên), là mẫu thử tiêm kích phản lực cánh xuôi sau đầu tiên của Liên Xô. Do Viện thiết kế Lavochkin phát triển chế tạo năm 1946. Mã của USAF là - Type 6.

## Tính năng kỹ chiến thuật
Dữ liệu lấy từ Gordon,Yefim. Lavochkin's Last Jets. Midland Publishing. Hinkley. 2007. ISBN(10) 1 85780 253 5
Đặc điểm tổng quát
- Kíp lái: 1
- Chiều dài: 10.06 m (33 ft 0 in)
- Sải cánh: 8.95 m (29 ft 4 in)
- Chiều cao: 4.125 m (13 ft 6 in)
- Diện tích cánh: 15.9 m2 (170.96 ft2)
- Trọng lượng rỗng: 2.738 kg (6.036 lb)
- Trọng lượng có tải: 4.060 kg (8.950 lb)
- Động cơ: 1 × YuF đốt tăng lực RD-10, lực đẩy 8.83 kN (1,984 lbf) thô, 11.17 kN (2,510 lbf) có đốt tăng lực

Hiệu suất bay
- Vận tốc cực đại: 970 km/h (602 mph)
- Tầm bay: 1,000 km (621 dặm)
- Trần bay: 12.000 m (40.030 ft)
- Vận tốc lên cao: 19.84 m/s (3905 ft/phút)

Vũ khí trang bị
- 2 x pháo 37mm